# Molybdophora phryganeata
Molybdophora phryganeata är en fjärilsart som beskrevs av Walker. Molybdophora phryganeata ingår i släktet Molybdophora och familjen Uraniidae. Inga underarter finns listade i Catalogue of Life.